# Газіантеп (стадіон)
«Газіантеп Стадіум» (тур. Gaziantep Stadyumu) — футбольний стадіон у місті Газіантеп, Туреччина, домашня арена ФК «Газіантепспор».

## Історія
Стадіон побудований протягом 2013—2017 років та відкритий 15 січня 2017 року. Криті дворівневі трибуни мають потужність 35 574 глядачі. Облаштовано 100 місць для осіб з обмеженими можливостями. Фасад та трибуни арени виконані у червоно-чорних кольорах, що характеризує символіку «Газіантепспора». Фасад зі зміною ракурсу відносно нього змінює відтінки й тони червоного, чорного та білого кольорів. Поблизу стадіону розташована автомобільна стоянка на 1363 автомобілі. Арена відповідає вимогам УЄФА.
Стадіон розташований за 85 км від сирійського Алеппо, яке було практично знищене урядовими військами Башара Асада за підтримки ВПС Росії. У зв'язку з військовими діями у Сирії, під час відкриття арени 15 січня 2017 року було посилено заходи безпеки.
З часу відкриття арена носила назву «Газіантеп Арена», однак, згідно з указом президента Туреччини Реджепа Таїпа Ердогана, у 2017 році із назви прибрано слово «арена», яке замінене на «стадіум». Таким чином, арену перейменовано на «Газіантеп Стадіум».